# Omar Alderete
Omar Federico Alderete Fernández (Asunción, 26 dicembre 1996) è un calciatore paraguaiano, difensore del Sunderland e della nazionale paraguaiana.

## Caratteristiche tecniche
È un difensore centrale, usa un gioco piuttosto essenziale, usando i propri interventi per contenere l'offensiva avversaria. È mancino, in linea con il suo ruolo difensivo si presta prevalentemente in posizione arretrata, raramente contribuisce alla manovra d'attacco, è comunque il colpo di testa che usa per far valere le sue doti realizzative. Una delle sue debolezze è che l'avventatezza porta Alderete a un gioco piuttosto falloso tanto che spesso si guadagna delle ammonizioni.

## Carriera

### Club

#### Cerro Porteño e Gimnasia La Plata
Cresciuto nelle giovanili del Cerro Porteño, ha esordito il 20 settembre 2016 in occasione del match vinto 4-1 contro l'Independiente Santa Fe, la sua ultima partita la gioca contro il Caracas dove Alderete fornisce al suo compagno di squadra Óscar Ruiz l'assist con cui quest'ultimo segna il gol del 2-1 vincendo. Per un anno viene ceduto in prestito al Gimnasia La Plata dove segna una sola rete, nella sconfitta per 3-1 contro l'Argentinos Juniors. Nella partita a reti inviolate con l'Estudiantes Alderete subisce la sua prima espulsione in una partita.

#### Huracán e Basilea
Nel 2018 si trasferisce all'Huracán, successivamente, il 4 giugno 2019 viene ufficializzato il suo passaggio al Basilea tramite una nota sul sito ufficiale dello stesso club svizzero. Segna solo due gol nel campionato svizzero, il primo contro il Young Boys vincendo per 3-0, mentre il secondo lo segna nel pareggio per 2-2 contro il Servette.

#### Hertha Berlino e Valencia
Il 5 ottobre 2020 viene acquistato dall'Hertha Berlino dove gioca in tutto 17 partite in Bundesliga. Il 12 luglio 2021 viene ceduto in prestito al Valencia dove realizza solo due reti in campionato, segna il gol del 4-1 battendo l'Osasuna, inoltre con la sua rete porta al temporaneo vantaggio contro l'Espanyol che però vince in rimonta per 2-1

#### Getafe e Sunderland
Dal 2022 al 2025 veste la maglia del Gatafe, con cui segna il suo primo gol vincendo per 1-0 ai danni del Real Betis.
Dal 12 agosto 2025 veste invece la maglia del Sunderland, neopromosso in Premier League.

### Nazionale
Esordisce con la nazionale del Paraguay il 20 novembre 2018 nel pareggio per 1-1 contro il Sudafrica in una partita amichevole. Nella Copa América 2024 segna la sua prima rete in nazionale, nella sconfitta per 4-1 contro il Brasile.
Invece durante le qualificazioni per il Mondiale 2026 sigla il gol del 2-1 sconfiggendo l'Argentina.

## Statistiche

### Presenze e reti nei club
Statistiche aggiornate al 16 gennaio 2022.
| Stagione             | Squadra              | Campionato           | Campionato | Campionato | Coppe nazionali | Coppe nazionali | Coppe nazionali | Coppe continentali | Coppe continentali | Coppe continentali | Altre coppe | Altre coppe | Altre coppe | Totale | Totale | Totale |
| Stagione             | Squadra              | Comp                 | Pres       | Reti       | Comp            | Pres            | Reti            | Comp               | Pres               | Reti               | Comp        | Pres        | Reti        | Pres   | Reti   |        |
| -------------------- | -------------------- | -------------------- | ---------- | ---------- | --------------- | --------------- | --------------- | ------------------ | ------------------ | ------------------ | ----------- | ----------- | ----------- | ------ | ------ | ------ |
| 2016                 | Cerro Porteño        | PD                   | 8          | 1          |                 | -               | -               | CS                 | 4                  | 0                  |             | -           | -           | 12     | 1      |        |
| 2017                 | Cerro Porteño        | PD                   | 9          | 0          |                 | -               | -               | CS                 | 1                  | 0                  |             | -           | -           | 10     | 0      |        |
| Totale Cerro Porteño | Totale Cerro Porteño | Totale Cerro Porteño | 17         | 1          |                 | 0               | 0               |                    | 5                  | 0                  |             | -           | -           | 22     | 1      |        |
| 2017-2018            | Gimnasia (LP)        | PD                   | 22         | 1          | CA              | 0               | 0               |                    | -                  | -                  |             | -           | -           | 22     | 1      |        |
| 2018-2019            | Huracán              | PD                   | 8          | 0          | CA+CdL          | 1+2             | 0+0             | CL                 | 5                  | 0                  |             | -           | -           | 16     | 0      |        |
| 2019-2020            | Basilea              | SL                   | 28         | 2          | CS              | 6               | 1               | UCL+UEL            | 4+10               | 1+0                |             | -           | -           | 48     | 4      |        |
| set.-ott. 2020       | Basilea              | SL                   | 3          | 0          | CS              | 0               | 0               | UEL                | 3                  | 0                  |             | -           | -           | 6      | 0      |        |
| Totale Basilea       | Totale Basilea       | Totale Basilea       | 31         | 2          |                 | 6               | 1               |                    | 17                 | 1                  |             | -           | -           | 54     | 4      |        |
| 2020-2021            | Hertha Berlino       | BL                   | 17         | 0          | CG              | 0               | 0               |                    | -                  | -                  |             | -           | -           | 17     | 0      |        |
| 2021-2022            | Valencia             | PD                   | 29         | 2          | CR              | 5               | 0               |                    | -                  | -                  |             | -           | -           | 34     | 2      |        |
| 2022-2023            | Getafe               | PD                   | 25         | 1          | CR              | 3               | 0               |                    | -                  | -                  |             | -           | -           | 28     | 1      |        |
| 2023-2024            | Getafe               | PD                   | 31         | 0          | CR              | 4               | 0               |                    | -                  | -                  |             | -           | -           | 35     | 0      |        |
| 2024-2025            | Getafe               | PD                   | 34         | 1          | CR              | 2               | 0               |                    | -                  | -                  |             | -           | -           | 36     | 1      |        |
| Totale Getafe        | Totale Getafe        | Totale Getafe        | 90         | 2          |                 | 7               | 0               |                    | -                  | -                  |             | -           | -           | 97     | 2      |        |
| 2025-2026            | Sunderland           | PL                   | 0          | 0          | FACup+CdL       | 0+0             | 0+0             |                    | -                  | -                  |             | -           | -           | 0      | 0      |        |
| Totale carriera      | Totale carriera      | Totale carriera      | 214        | 8          |                 | 23              | 1               |                    | 27                 | 1                  |             | -           | -           | 262    | 10     |        |

### Cronologia delle presenze e reti in nazionale
| Cronologia completa delle presenze e delle reti in nazionale ― Paraguay | Cronologia completa delle presenze e delle reti in nazionale ― Paraguay | Cronologia completa delle presenze e delle reti in nazionale ― Paraguay | Cronologia completa delle presenze e delle reti in nazionale ― Paraguay | Cronologia completa delle presenze e delle reti in nazionale ― Paraguay | Cronologia completa delle presenze e delle reti in nazionale ― Paraguay | Cronologia completa delle presenze e delle reti in nazionale ― Paraguay | Cronologia completa delle presenze e delle reti in nazionale ― Paraguay |
| Data                                                                    | Città                                                                   | In casa                                                                 | Risultato                                                               | Ospiti                                                                  | Competizione                                                            | Reti                                                                    | Note                                                                    |
| ----------------------------------------------------------------------- | ----------------------------------------------------------------------- | ----------------------------------------------------------------------- | ----------------------------------------------------------------------- | ----------------------------------------------------------------------- | ----------------------------------------------------------------------- | ----------------------------------------------------------------------- | ----------------------------------------------------------------------- |
| 20-11-2018                                                              | Durban                                                                  | Sudafrica                                                               | 1 – 1                                                                   | Paraguay                                                                | Amichevole                                                              | -                                                                       | 46’                                                                     |
| 13-10-2020                                                              | Mérida                                                                  | Venezuela                                                               | 0 – 1                                                                   | Paraguay                                                                | Qual. Mondiali 2022                                                     | -                                                                       | 90’                                                                     |
| 13-11-2020                                                              | Buenos Aires                                                            | Argentina                                                               | 1 – 1                                                                   | Paraguay                                                                | Qual. Mondiali 2022                                                     | -                                                                       | 90’                                                                     |
| 3-6-2021                                                                | Montevideo                                                              | Uruguay                                                                 | 0 – 0                                                                   | Paraguay                                                                | Qual. Mondiali 2022                                                     | -                                                                       |                                                                         |
| 8-6-2021                                                                | Asunción                                                                | Paraguay                                                                | 0 – 2                                                                   | Brasile                                                                 | Qual. Mondiali 2022                                                     | -                                                                       |                                                                         |
| 24-6-2021                                                               | Brasilia                                                                | Cile                                                                    | 0 – 2                                                                   | Paraguay                                                                | Coppa America 2021 - 1º turno                                           | -                                                                       | 84’                                                                     |
| 28-6-2021                                                               | Rio de Janeiro                                                          | Uruguay                                                                 | 1 – 0                                                                   | Paraguay                                                                | Coppa America 2021 - 1º turno                                           | -                                                                       | 43’                                                                     |
| 5-9-2021                                                                | Asunción                                                                | Paraguay                                                                | 1 – 1                                                                   | Colombia                                                                | Qual. Mondiali 2022                                                     | -                                                                       |                                                                         |
| 7-10-2021                                                               | Asunción                                                                | Paraguay                                                                | 0 – 0                                                                   | Argentina                                                               | Qual. Mondiali 2022                                                     | -                                                                       |                                                                         |
| 10-10-2021                                                              | Santiago del Cile                                                       | Cile                                                                    | 2 – 0                                                                   | Paraguay                                                                | Qual. Mondiali 2022                                                     | -                                                                       | 83’, 89’                                                                |
| 29-3-2022                                                               | Lima                                                                    | Perù                                                                    | 2 – 0                                                                   | Paraguay                                                                | Qual. Mondiali 2022                                                     | -                                                                       |                                                                         |
| 2-6-2022                                                                | Sapporo                                                                 | Giappone                                                                | 4 – 1                                                                   | Paraguay                                                                | Amichevole                                                              | -                                                                       | 44’                                                                     |
| 17-10-2023                                                              | Asunción                                                                | Paraguay                                                                | 1 – 0                                                                   | Bolivia                                                                 | Qual. Mondiali 2026                                                     | -                                                                       |                                                                         |
| 16-11-2023                                                              | Santiago del Cile                                                       | Cile                                                                    | 0 – 0                                                                   | Paraguay                                                                | Qual. Mondiali 2026                                                     | -                                                                       |                                                                         |
| 21-11-2023                                                              | Asunción                                                                | Paraguay                                                                | 0 – 1                                                                   | Colombia                                                                | Qual. Mondiali 2026                                                     | -                                                                       |                                                                         |
| 7-6-2024                                                                | Lima                                                                    | Perù                                                                    | 0 – 0                                                                   | Paraguay                                                                | Amichevole                                                              | -                                                                       |                                                                         |
| 11-6-2024                                                               | Santiago del Cile                                                       | Cile                                                                    | 3 – 0                                                                   | Paraguay                                                                | Amichevole                                                              | -                                                                       | 46’                                                                     |
| 25-6-2024                                                               | Houston                                                                 | Colombia                                                                | 2 – 1                                                                   | Paraguay                                                                | Coppa America 2024 - 1º turno                                           | -                                                                       |                                                                         |
| 28-6-2024                                                               | Paradise                                                                | Paraguay                                                                | 1 – 4                                                                   | Brasile                                                                 | Coppa America 2024 - 1º turno                                           | 1                                                                       |                                                                         |
| 2-7-2024                                                                | Austin                                                                  | Costa Rica                                                              | 2 – 1                                                                   | Paraguay                                                                | Coppa America 2024 - 1º turno                                           | -                                                                       | 28’                                                                     |
| 6-9-2024                                                                | Montevideo                                                              | Uruguay                                                                 | 0 – 0                                                                   | Paraguay                                                                | Qual. Mondiali 2026                                                     | -                                                                       |                                                                         |
| 10-9-2024                                                               | Asunción                                                                | Paraguay                                                                | 1 – 0                                                                   | Brasile                                                                 | Qual. Mondiali 2026                                                     | -                                                                       | 39’                                                                     |
| 10-10-2024                                                              | Quito                                                                   | Ecuador                                                                 | 0 – 0                                                                   | Paraguay                                                                | Qual. Mondiali 2026                                                     | -                                                                       |                                                                         |
| 15-10-2024                                                              | Asunción                                                                | Paraguay                                                                | 2 – 1                                                                   | Venezuela                                                               | Qual. Mondiali 2026                                                     | -                                                                       | 63’                                                                     |
| 14-11-2024                                                              | Asunción                                                                | Paraguay                                                                | 2 – 1                                                                   | Argentina                                                               | Qual. Mondiali 2026                                                     | 1                                                                       | 33’                                                                     |
| 20-3-2025                                                               | Asunción                                                                | Paraguay                                                                | 1 – 0                                                                   | Cile                                                                    | Qual. Mondiali 2026                                                     | 1                                                                       |                                                                         |
| 25-3-2025                                                               | Barranquilla                                                            | Colombia                                                                | 2 – 2                                                                   | Paraguay                                                                | Qual. Mondiali 2026                                                     | -                                                                       |                                                                         |
| 5-6-2025                                                                | Asunción                                                                | Paraguay                                                                | 2 – 0                                                                   | Uruguay                                                                 | Qual. Mondiali 2026                                                     | -                                                                       |                                                                         |
| 10-6-2025                                                               | San Paolo                                                               | Brasile                                                                 | 1 – 0                                                                   | Paraguay                                                                | Qual. Mondiali 2026                                                     | -                                                                       |                                                                         |
| Totale                                                                  |                                                                         | Presenze                                                                | 30                                                                      |                                                                         | Reti                                                                    | 3                                                                       |                                                                         |